# Vulsor quartus
Vulsor quartus är en spindelart som beskrevs av Embrik Strand 1907. Vulsor quartus ingår i släktet Vulsor och familjen Ctenidae.
Artens utbredningsområde är Madagaskar. Inga underarter finns listade i Catalogue of Life.